# Aratura

Aratro semplice
1. Bure
2. Dispositivo di attacco
3. Dispositivo di regolazione
4. Coltro o coltello
5. Scalpello
6. Vomere
7. Versoio

L'aratura è una tecnica di lavorazione del terreno che si prefigge lo scopo di creare un ambiente fisico ospitale per le piante coltivate. È eseguita in genere con un aratro, strumento che pratica il taglio e il rovesciamento di un blocco di terreno, detto fetta, idealmente di forma parallelepipeda. Anche altre tecniche di lavorazione, pur differendo concettualmente dal taglio e dal ribaltamento della fetta, fanno tuttavia riferimento al termine di aratura.

## Evoluzione storica

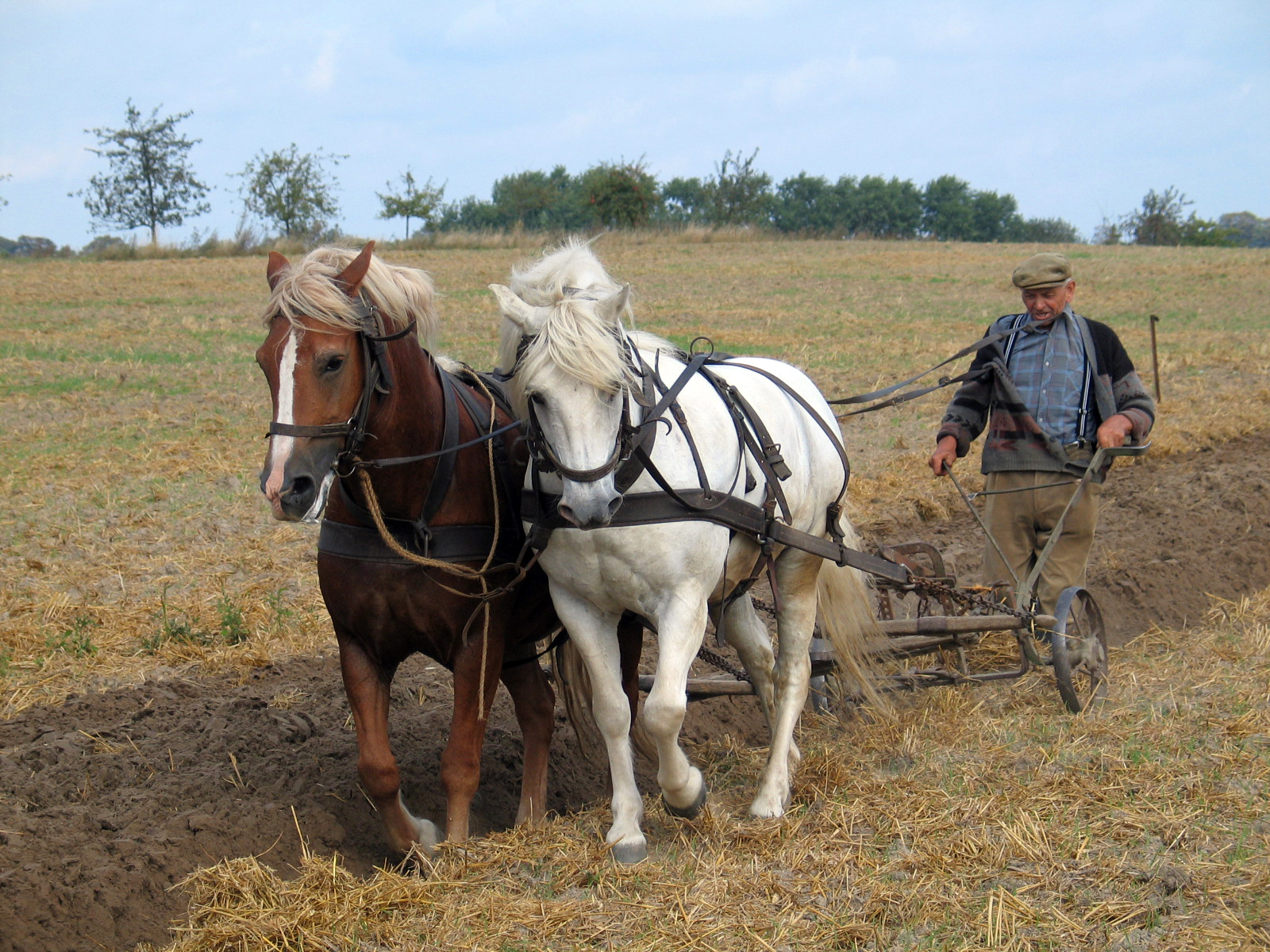
Aratura tradizionale in Germania

L'introduzione del grande aratro a ruote con coltro e versoio metallici, si ebbe lentamente in Europa a partire dall'VIII secolo.
L'aratura era un tempo eseguita con un attrezzo manovrato dall'uomo. L'aratro consisteva in uno strumento discissore, in legno, che praticava un solco senza ribaltamento della fetta. L'operazione si limitava a rompere lo strato superficiale del terreno. La prima analisi fisico meccanica del lavoro compiuto dal corpo lavorante dell'aratro fu tentata da Thomas Jefferson, interessato all'agricoltura siccome proprietario di grandi piantagioni, che il filantropo americano conduceva con torme di schiavi. Critica l'ipotesi meccanica di Jefferson e propone un organico teorema del rivoltamento della zolla Raffaello Lambruschini, il religioso ligure che a metà dell'Ottocento conduce a Figline Valdarno una delle prime scuole popolari. Per Lambruschini la forma ideale del versoio per rivoltare la zolla con il minore dispendio energetico è l'ellisse. Lambruschini procede alla realizzazione di una matrice in legno da cui verrà ricavato il versoio metallico che l'amico marchese Ridolfi, il maggiore agronomo italiano dell'epoca, applica per le prime prove alla propria versione del classico aratro brabantino, appunto l'aratro Ridolfi. È la nascita degli aratri progettati in base al calcolo stereofisico.
A rivoluzionare l'aratura concorsero il collare di spalla, il ferro di cavallo, e il giogo frontale per buoi.
Nel corso dell'evoluzione dell'aratro l'uomo si è avvalso della trazione animale e, limitatamente alle regioni a economia di mercato, di quella meccanica. L'evoluzione dell'attrezzo nel corso dei tempi, diventato uno strumento discissore e rovesciatore, ha modificato sensibilmente il tipo di lavorazione aumentando le finalità per cui si può eseguire l'aratura e adattandola peraltro a condizioni fisiche e meccaniche che in altri tempi sarebbero state proibitive.

## Scopi dell'aratura

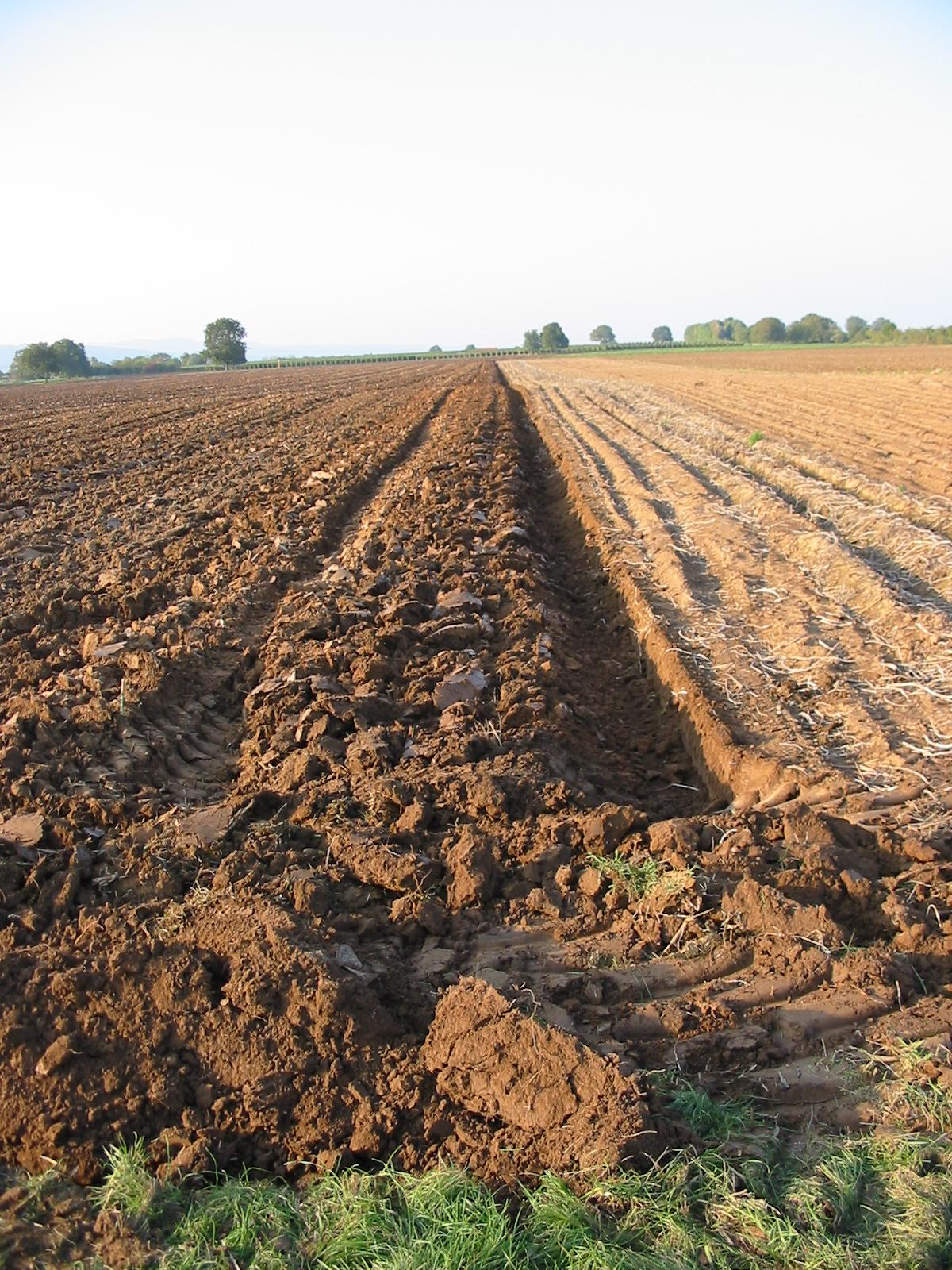
Un campo arato

### Miglioramento delle proprietà fisiche e meccaniche del terreno
L'interruzione della continuità del terreno allo stato coesivo e la disgregazione in zolle rendono il terreno meno compatto, facilitando l'esecuzione di altre operazioni successive e l'espansione delle radici. Questa azione si manifesta in particolare nei terreni ricchi di colloidi minerali (come i terreni argillosi) con l'evoluzione di una struttura granulare, detta pseudostruttura, di effetto non duraturo.
L'assestamento spaziale delle zolle determina un incremento della porosità del terreno e uno spostamento del rapporto fra micro e macropori verso questi ultimi. In questo modo si migliorano le condizioni per l'aerazione del suolo e per i movimenti dell'acqua. Questa azione si manifesta in particolare nei terreni argillosi, limosi e di medio impasto con un aumento di volume del terreno lavorato (evidenziato da un innalzamento del piano di campagna), dovuto effettivamente all'aumento del volume di spazi vuoti.
L'incremento della macroporosità rende il terreno più permeabile determinando una maggiore capacità d'invaso, indispensabile per l'aridocoltura, favorendo l'infiltrazione dell'acqua e prevenendo fenomeni di ristagno superficiale o di ruscellamento in caso di forti piogge.
L'aratura è indispensabile per interrare in tutto lo strato lavorato i materiali apportati a scopo ammendante (residui colturali, sovescio, letame, sottoprodotti dell'industria agroalimentare, terra di riporto). Altri tipi di lavorazioni possono raggiungere gli stessi scopi ma limitatamente agli strati superficiali.

### Miglioramento delle proprietà chimiche
Come nel caso degli ammendanti, l'aratura permette la distribuzione dei concimi in tutto lo strato lavorato, portando alla profondità degli apparati radicali (20-40 cm) gli elementi poco mobili (potassio, fosforo, calcio) e quelli incorporati nella sostanza organica dei concimi organici. L'interramento è necessario anche quando si apportano materiali per la correzione della reazione anomala (calce, calcare, gesso, eccetera).
Nel terreno arato si ha un maggior grado di aerazione, perciò sono favoriti i processi di ossidazione indispensabili per aumentare la dotazione di alcuni elementi nutritivi nella forma assimilabile (azoto nitrico, solfati) e prevenire i processi di riduzione più o meno direttamente dannosi alle piante (accumulo di solfuri, denitrificazione).

### Miglioramento delle proprietà biologiche
L'incremento dell'aerazione del terreno e l'interramento di materiale organico stimola l'attività dei microrganismi aerobi intensificando la dinamica degli elementi nutritivi immobilizzati dal ciclo del carbonio.
L'aratura ha un notevole effetto di contenimento e prevenzione dello sviluppo futuro delle piante infestanti. Il ribaltamento della fetta, con la parziale inversione del profilo, riduce l'entità delle successive emergenze in quanto porta in superficie organi di riproduzione vegetativa delle piante infestanti perenni (bulbi, rizomi) esponendoli all'azione devitalizzante degli agenti atmosferici e, nel contempo, porta in profondità i semi delle piante infestanti annuali e biennali riducendone il potere germinativo. Questo effetto è in particolar modo efficace con le arature profonde, mentre è sostanzialmente blando con le arature superficiali.
L'aratura, infine, può specificamente esercitare un'azione di contenimento nei confronti di organismi fitofagi. In particolare si rivela efficace quando porta in profondità gli stadi svernanti di alcuni insetti dannosi.

## Aspetti concettuali

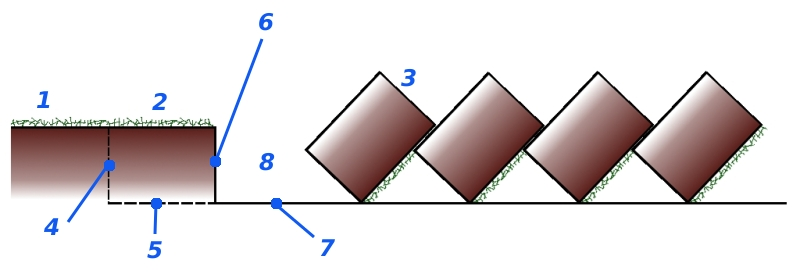
Schema
1. Terreno sodo
2. Fetta in distacco
3. Fette rivoltate
4. Taglio verticale
5. Taglio orizzontale
6. Parete
7. Suola di lavorazione
8. Solco

Per effetto dell'avanzamento, gli organi lavoranti dell'aratro praticano due tagli: uno verticale e uno orizzontale, eseguiti rispettivamente dal coltello e dal vomere. Il blocco staccato dai due tagli scorre sul versoio, che solleva la fetta ribaltandola sul terreno lavorato nel passaggio precedente. Il ribaltamento provoca la disgregazione della fetta in zolle.
L'operazione lascia un solco aperto delimitato da una parete verticale e da una suola di lavorazione, in conseguenza ai tagli eseguiti. Il lato opposto del solco è più irregolare ed è delimitato dalla fetta appena ribaltata. Il solco sarà ricoperto dal ribaltamento di un'altra fetta nel passaggio successivo.
Il rapporto fra larghezza della fetta e profondità di aratura varia in genere da 1 (arature profonde) a 1,6 (arature superficiali). Di norma, con arature di media profondità, a 40 cm, il rapporto è pari a 1,4. In questo caso la fetta è ribaltata con una rotazione di circa 135° e si adagia con un'inclinazione di 45° su quella rivoltata dal passaggio precedente.
Il grado di disgregazione della fetta dipende dal concorso di molteplici fattori. Determinano una disgregazione più spinta i seguenti:
- Rapporto larghezza-profondità: fette proporzionalmente più larghe sono soggette a maggiori sollecitazioni meccaniche perché aumenta l'angolo di ribaltamento.
- Sviluppo cilindrico della superficie del versoio: i versoi cilindrici hanno un'azione più brusca frantumando la fetta.
- Velocità di avanzamento: una velocità sostenuta crea maggiori sollecitazioni.
- Tessitura sciolta: nei terreni poveri di colloidi le forze di coesione interne sono più deboli. Nel caso limite di un terreno sabbioso, a struttura incoerente, l'aratura esercita un semplice rimescolamento senza il ribaltamento della fetta. Nei terreni ben dotati di argilla lo sgretolamento dipende dall'umidità del terreno.
- Stato plastico dei terreni colloidali: il risultato cambia notevolmente in relazione al tenore in argilla e all'umidità. I terreni asciutti, allo stato coesivo, subiscono un modesto grado di sgretolamento con formazione di zolle grandi. Oltre un certo valore di umidità i terreni sono invece allo stato plastico e la fetta tende a essere modellata senza sgretolarsi. A umidità intermedie (terreno in tempera) si ottiene uno sgretolamento spinto, più intenso a bassi valori di umidità.

Alcune varianti dell'aratura semplificano lo schema concettuale o la rendono più complessa.
Una semplificazione consiste nell'assenza del coltello. In questo caso il taglio verticale è derivato dalla sollecitazione meccanica conseguente al sollevamento della fetta a opera del complesso vomere-versoio. Il risultato è la formazione di una parete irregolare e una fetta più sgretolata. Il coltello (coltro dall'alto) è in genere assente, per esigenze di semplicità costruttiva, negli aratri polivomeri e viene sostituito dal coltro dal basso, fissato direttamente sul corpo lavorante.
Lo schema è invece più complesso quando l'aratro è provvisto di un avanvomere, ossia di un piccolo corpo lavorante anteriore che riproduce un sistema vomere-versoio. L'avanvomere precede l'operazione dell'aratro vero e proprio, taglia e solleva un piccolo blocco di terreno sodo rovesciandolo sul fondo del solco aperto dal passaggio precedente. L'uso dell'avanvomere migliora il risultato dell'aratura quando è eseguita per determinati scopi (interramento di fertilizzanti, azione rinettante sulle piante infestanti).

## Tecniche di aratura
Per quanto riguarda la modalità di esecuzione, la procedura cambia secondo il tipo di attacco alla trattrice (aratri trainati e portati), secondo le caratteristiche degli organi lavoranti (aratro semplice, doppio, voltaorecchio), secondo la pendenza del terreno.

### Aratura con aratri trainati e portati

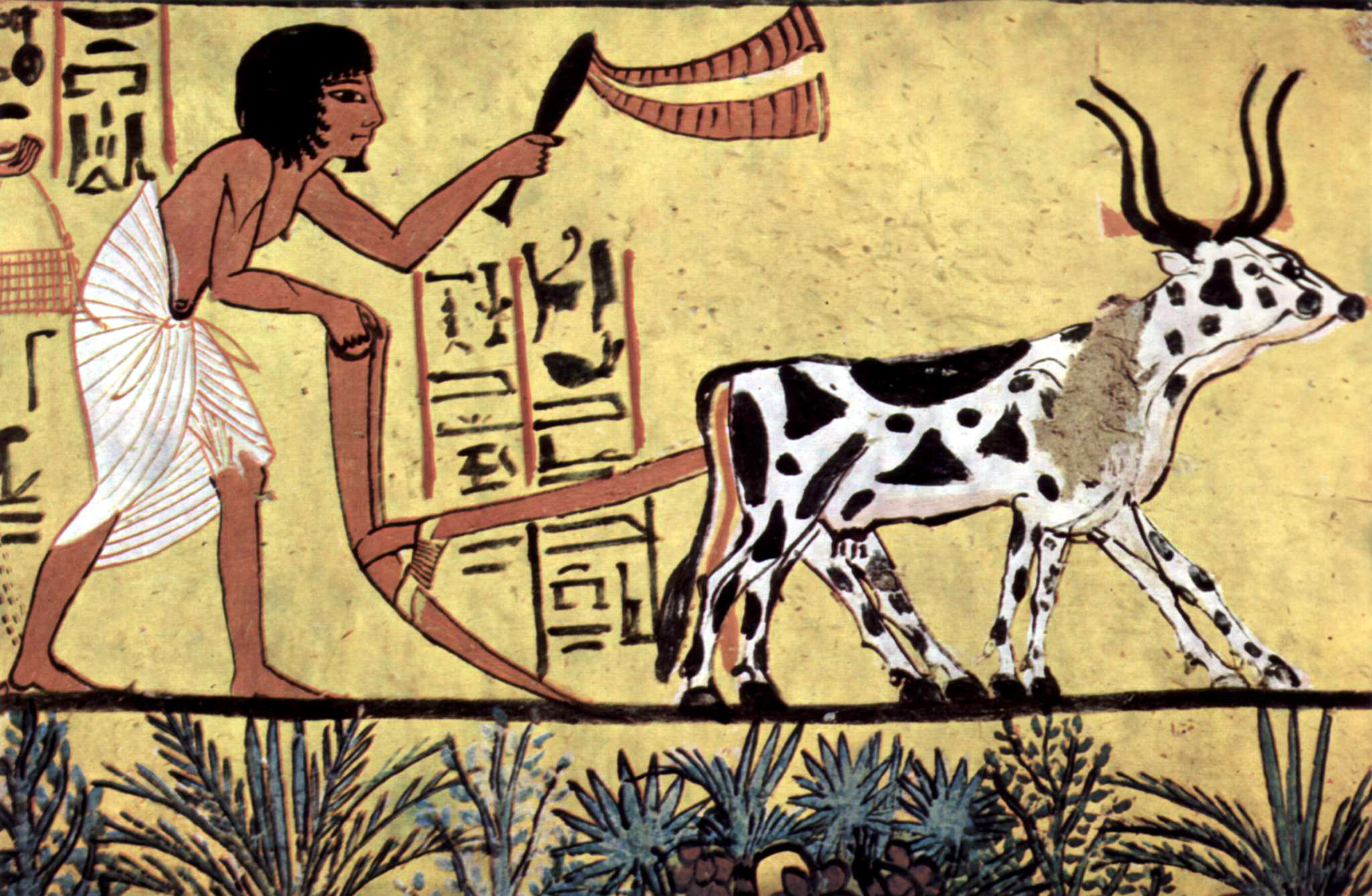
Aratura nell'antico Egitto

Secondo il sistema di attacco al trattore l'aratro può essere trainato o portato. Nel primo caso è applicato al gancio di traino della trattrice, è sostenuto da ruote proprie ed è provvisto di organi di regolazione della profondità di aratura. Nel secondo caso l'aratro è applicato all'attacco a tre punti ed è sostenuto dal sistema di sollevamento idraulico del trattore, con il quale si regola anche la profondità di aratura.
L'aratura con aratro trainato si esegue con trattori dotati di elevata aderenza, in grado di esercitare elevate forze di trazione. Allo scopo s'impiegano trattrici di considerevole potenza, cingolate o a 4 ruote motrici, queste ultime opportunamente zavorrate per aumentarne l'aderenza. Il trattore traina l'aratro avanzando con entrambi i cingoli (o le 4 ruote) sul terreno sodo; le due ruote dell'aratro poggiano rispettivamente sul terreno sodo e sul fondo del solco. Questa modalità si adotta in genere per arature profonde e operazioni di scasso. La direzione di avanzamento del trattore e quella dell'aratro non sono coincidenti, pertanto la resistenza offerta dal terreno origina un momento meccanico che tende a far deviare il trattore dalla linea di avanzamento verso il solco. Per questo motivo gli aratri trainati sono usati con minore frequenza, richiedono una notevole perizia da parte dell'operatore e, soprattutto, richiedono trattori di adeguate prestazioni meccaniche.

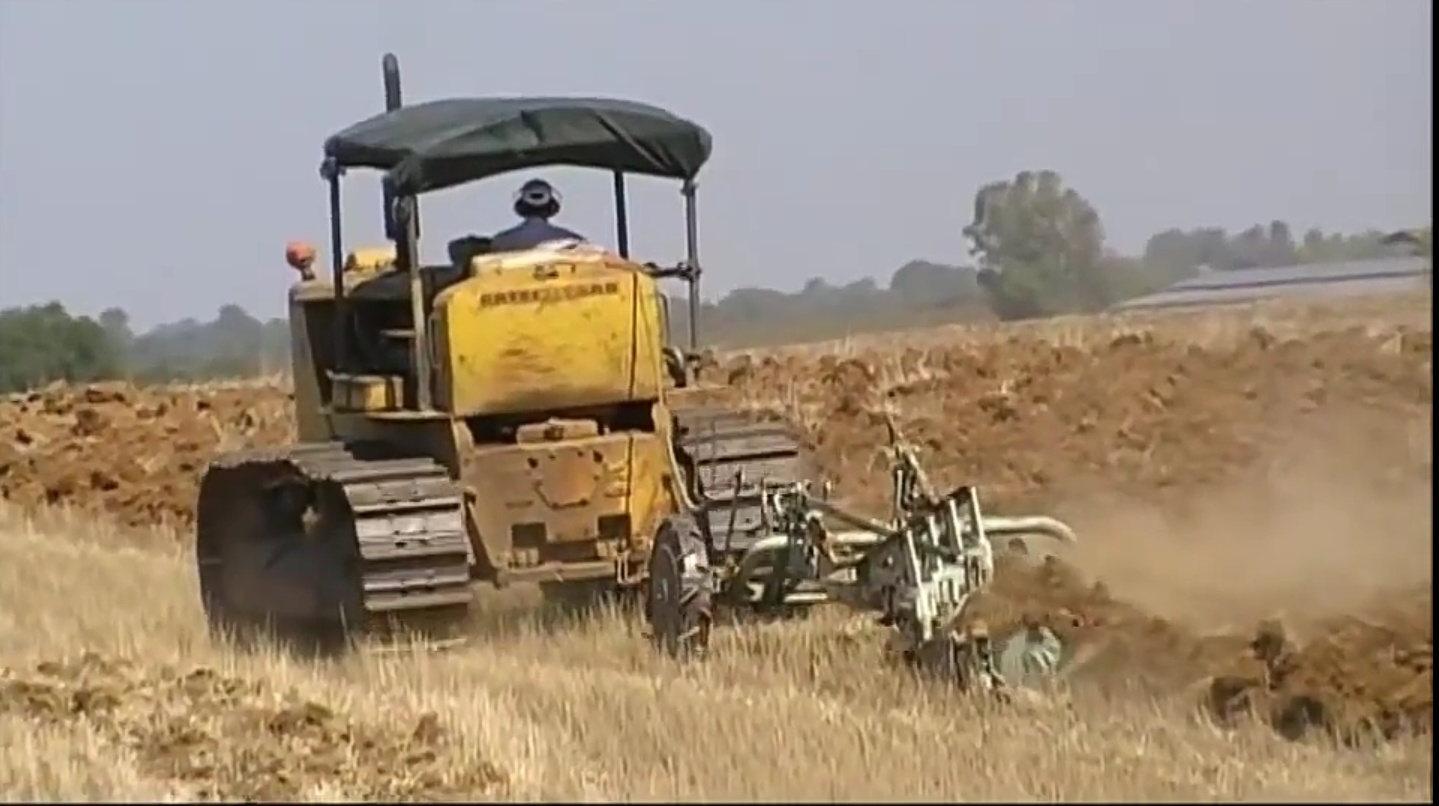
Esempio di aratura con trattore cingolato e aratro quarivomere a traino

L'aratura con aratro portato è eseguita generalmente con trattrici gommate, preferibilmente a doppia trazione e può essere entro solco o fuori solco. Nel caso di aratura entro solco la trattrice avanza con due ruote sul terreno sodo e le altre due sul fondo del solco, pertanto è inclinata verso il terreno già lavorato. Questo aspetto è critico, ai fini della sicurezza, in caso di aratura in quota nei terreni in pendio. Nel caso di aratura fuori solco il trattore avanza con tutte e quattro le ruote (o entrambi i cingoli) su terreno sodo, questo tipo di aratura è necessario nel caso si usino trattrici con pneumatici molto larghi. I vantaggi dell'uso di un aratro portato sono diversi:
- La resistenza offerta dal terreno si scarica in parte, attraverso l'attacco a tre punti, sul baricentro della trattrice, migliorandone le condizioni di aderenza. A parità di profondità di aratura, pertanto, gli aratri portati si possono applicare a trattrici dotate di minore potenza e aderenza.
- La profondità di aratura si regola agevolmente dal posto di guida agendo sul sollevatore idraulico della trattrice anche in fase di avanzamento. Questa funzionalità semplifica anche l'interramento del corpo dell'aratro che è pressoché immediato all'inizio della corsa.
- L'ingombro in lunghezza è minore pertanto il sistema si adatta meglio alla lavorazione di piccoli appezzamenti.
- La manovrabilità del trattore è decisamente più agevole in quanto la direzione di avanzamento coincide con quella dell'aratro.

### Aratura in piano

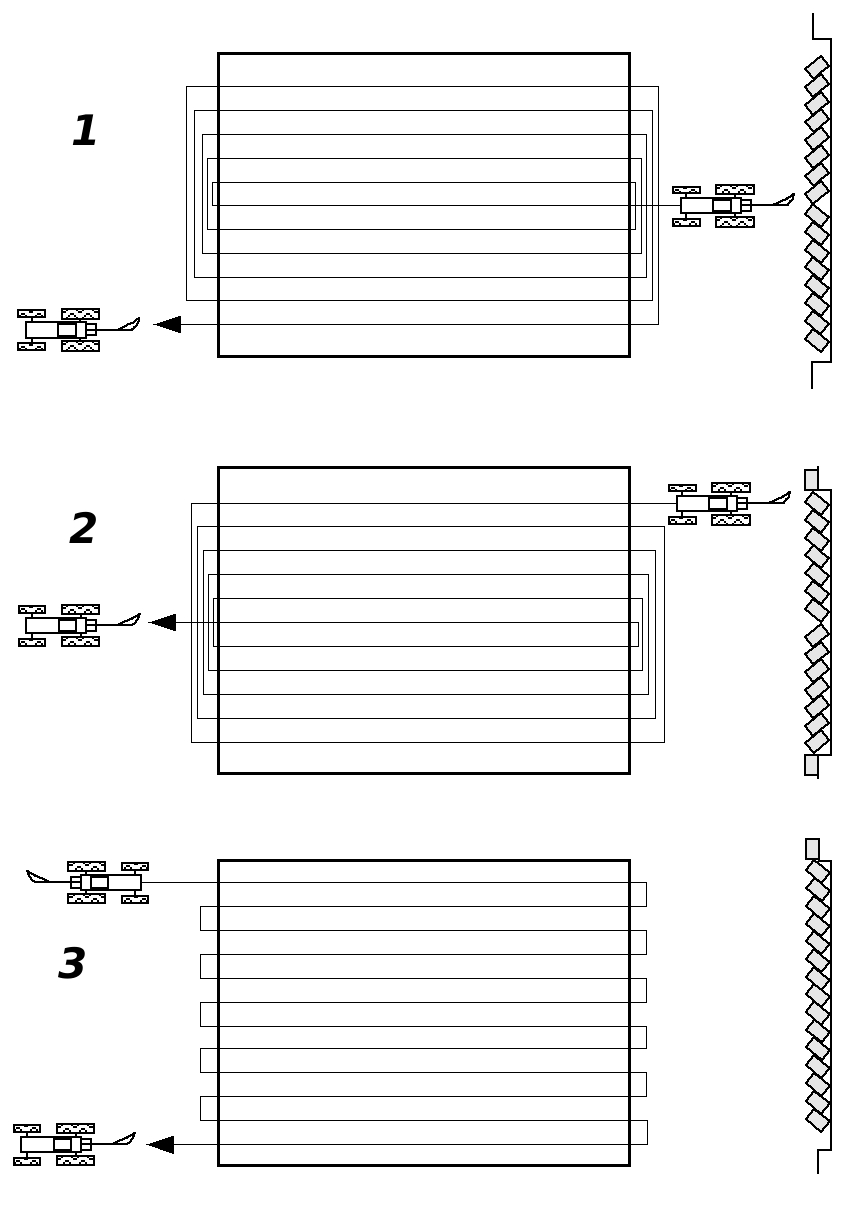
Metodi di aratura in piano
1. A colmare
2. A scolmare
3. Alla pari

Nell'esecuzione dell'aratura le fette vanno rivoltate verso un unico lato. Gli aratri doppi e quelli voltaorecchio hanno organi lavoranti (corpo vomere-versoio) doppi e speculari perciò permettono l'esecuzione del rivoltamento a destra, procedendo in un senso, e a sinistra procedendo nel senso opposto. L'aratro semplice è in grado di rivoltare la fetta solo sul lato destro rispetto alla direzione di avanzamento, pertanto richiede l'adozione di procedure particolari finalizzate a ridurre i tempi morti e ottimizzare la capacità di lavoro.
Nell'aratura a colmare si procede partendo dal centro dell'appezzamento. I primi due solchi si tracciano lungo l'asse mediano dell'appezzamento procedendo a velocità sostenuta in andata e ritorno. Con questa operazione si traccia un doppio solco superficiale e largo scagliando il terreno mosso a distanza verso i lati dell'appezzamento. L'aratura vera e propria inizia al terzo passaggio: da questo momento in poi si rivoltano sempre le fette verso la mezzeria procedendo su un lato in andata e sul lato opposto al ritorno. Alla fine del lavoro resteranno due solchi aperti lungo i lati esterni dell'appezzamento. La manovra a vuoto si limita all'inversione di marcia alle testate dell'appezzamento.
Nell'aratura a scolmare si procede partendo da un lato dell'appezzamento rivoltando la fetta verso l'esterno ed eseguendo il ritorno con la stessa modalità sul lato opposto. Alla fine del lavoro resterà un largo solco aperto in corrispondenza dell'asse mediano dell'appezzamento. Prima dell'aratura vera e propria si eseguono due passaggi ad andatura veloce lungo i lati, tracciando un solco largo e superficiale e scagliando la terra il più possibile verso l'interno dell'appezzamento. Sui due solchi aperti si ribaltano le prime due fette (invertendo il senso di marcia).
Nell'aratura alla pari si procede partendo da un lato dell'appezzamento rivoltando la fetta verso l'esterno. Il secondo passaggio si esegue rivoltando la fetta adiacente sempre sullo stesso lato. È evidente che, nel caso si utilizzi un aratro semplice, con questo sistema è necessario effettuare il ritorno a vuoto oppure, per ottimizzare la capacità di lavoro, effettuare il ritorno arando un appezzamento adiacente. In alternativa sarà necessario operare con un aratro doppio.
Nel corso degli anni i sistemi di aratura vanno alternati: l'aratura a colmare tende a spostare nel tempo la massa di terra dai lati dell'appezzamento verso il centro; quella a scolmare, al contrario, tende a spostarla verso i lati, lasciando un avvallamento al centro. In modo analogo, l'aratura alla pari ripetuta sempre dallo stesso lato, tende a spostare la terra su questo lato creando una pendenza verso quello opposto. Per questi motivi ogni anno si alternano il sistema a colmare con quello a scolmare, oppure l'aratura alla pari su un lato con quella analoga sul lato opposto. Nei primi anni può essere utile ripetere più volte un'aratura a colmare allo scopo di creare una baulatura con linea di colmo lungo la mezzeria e pendenze trasversali verso i due lati esterni.
Esiste infine una quarta modalità, il sistema Fellemberg, che consiste nel procedere a spirale dal centro di un appezzamento o dalla periferia (alternando di anno in anno). Con questo sistema si realizzano appezzamenti di forma circolare e di diversi ettari di estensione. Il vantaggio di questo sistema consiste nell'eliminazione di qualsiasi manovra a vuoto, ma richiede una notevole perizia da parte dell'operatore. L'aratura alla Fellemberg è poco conosciuta in Italia in quanto le modeste dimensioni aziendali non permettono l'adozione di questo sistema.

### Aratura in pendio

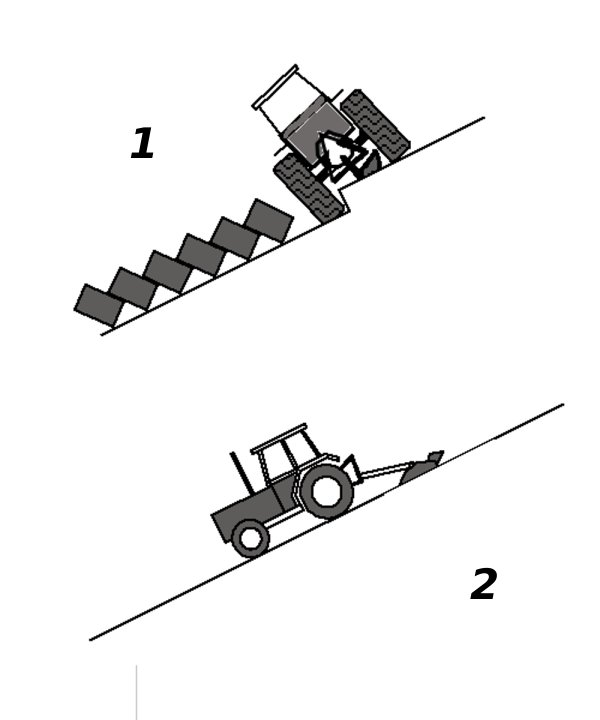
Aratura su terreni declivi
1. In quota
2. A rittochino

Nei terreni declivi con oltre il 10% di pendenza, il metodo di aratura è subordinato oltre che agli aspetti tecnici anche ad aspetti ambientali (prevenzione di fenomeni di erosione o smottamento) e di sicurezza sul lavoro (prevenzione del ribaltamento). L'aratura si esegue necessariamente alla pari procedendo in quota, a rittochino o di traverso.
L'aratura in quota si esegue procedendo lungo le linee di livello. La scelta della direzione in cui ribaltare la fetta è problematica perché gli aspetti tecnici sono incompatibili con quelli ambientali e di sicurezza. Per questo motivo l'aratura in quota si esegue su terreni di pendenza non eccessiva, generalmente del 10-20%, mentre oltre il 25% è sconsigliata. Il ribaltamento della fetta a monte è difficoltoso in quanto la terra sollevata dal versoio tende a ricadere nel solco appena aperto. D'altra parte il ribaltamento a valle tende a spostare nel tempo masse di terreno verso il basso, ma soprattutto è causa di ribaltamento laterale del trattore: infatti, procedendo con le ruote nel solco, l'inclinazione del trattore si somma a quella del terreno con il rischio che il baricentro ricada oltre la superficie di appoggio. Con pendenze del 20-25% è pertanto consigliabile ricorrere all'aratura con aratri trainati e preferibilmente usando trattori cingolati: l'attacco al gancio di traino implica la lavorazione con tutte le ruote o i cingoli fuori dal solco, riducendo il rischio che la proiezione del baricentro ricada oltre il punto di appoggio degli organi di locomozione; per motivi analoghi, i trattori a cingoli riducono il rischio di ribaltamento avendo un baricentro più basso di quelli gommati.
L'aratura a rittochino si esegue procedendo lungo le linee di massima pendenza. Anche in questo caso la direzione di avanzamento è subordinata a vincoli di natura tecnica, ambientale e di sicurezza. L'aratura in salita richiede elevate forze di trazione in quanto alla resistenza offerta dal terreno si somma la forza di gravità. Un secondo aspetto da tenere in considerazione è il rischio elevato di impennamento e conseguente ribaltamento longitudinale del trattore, soprattutto in partenza. Per questi motivi l'aratura a rittochino si esegue generalmente in discesa, anche se con questo sistema si tende nel tempo a spostare il volume del terreno verso valle. L'aratura a rittochino si presta per la lavorazione di terreni declivi con pendenze fino al 25-30%.
L'aratura di traverso è un sistema intermedio fra l'aratura in quota e quella a rittochino. In questo caso si procede lungo una direzione compresa fra le linee di livello e quelle di massima pendenza.
L'aratura dei terreni in pendio pone seri problemi per quanto riguarda il rischio di erosione. In generale l'aratura in quota tende a rallentare il deflusso superficiale dell'acqua, perciò è una tecnica compatibile con le esigenze ambientali. L'aratura a rittochino, invece, predispone il terreno all'erosione in quanto l'acqua tende a defluire lungo i solchi acquistando velocità. Per questo motivo la lavorazione a rittochino, quando non è vietata dai regolamenti ambientali, deve essere abbinata a sistemazioni idraulico-agrarie: in generale la lunghezza degli appezzamenti deve essere limitata (di consuetudine 60-80 metri o anche meno con pendenze elevate) con l'interposizione di capofossi a girapoggio che intercettino i rivoli che fluiscono lungo i solchi.
Un vantaggio particolare dell'aratura a rittochino è la prevenzione degli smottamenti: l'aratura aumenta la capacità d'invaso del terreno, pertanto l'infiltrazione dell'acqua potrebbe portare a un eccessivo appesantimento nel caso di terreni che giacciono su strati impermeabili con conseguente slittamento dell'intera massa verso valle. In queste condizioni l'aratura a rittochino favorisce il deflusso superficiale in caso di forti piogge impedendo che il terreno invasi quantità elevate di acqua.

### Profondità di aratura
L'aratura si distingue in base alla profondità di lavorazione nei seguenti modi:
- superficiale, tra i 10 e i 20 cm,
- media, tra i 20 e i 40 cm,
- profonda, tra i 40 e i 60 cm.

Arature più profonde, comprese fra gli 80 cm e i 150 cm, hanno carattere di straordinarietà e sono eseguite per scopi particolari, come l'impianto di un arboreto (scasso) o la messa a coltura di un terreno naturale (dissodamento).
Le arature profonde sono tradizionalmente riservate alle colture da rinnovo e offrono ottimi risultati nel controllo delle piante infestanti e nell'aridocoltura. A fronte di questi vantaggi, una profondità eccessiva offre anche diversi svantaggi. Le arature profonde distribuiscono male i concimi e gli ammendanti organici, che tendono a essere interrati a una profondità eccessiva. L'attività microbica, infatti, si concentra negli strati superficiali del terreno e le radici assorbenti della maggior parte delle piante si localizza a 20–40 cm di profondità. Per la richiesta di elevate forze di trazione, da un punto di vista economico sono poco razionali perché necessitano dell'impiego di trattori di elevata potenza che in una piccola o media azienda sarebbe sovradimensionata per la maggior parte delle operazioni colturali. Infine allungano i tempi di esecuzione e aumentano il consumo di carburante. La tendenza attuale pertanto è quella del ricorso ad arature superficiali o di media profondità.

### Aratura conservativa
L'aratura conservativa lascia almeno il 30% dei residui del raccolto precedente sulla superficie del suolo o almeno 1,100 kg/ha di residui di grano durante il periodo critico di erosione del suolo. Questo rallenta il movimento dell'acqua e riduce di conseguenza l'erosione del suolo. L'aratura conservativa ha anche dei benefici per i coltivatori perché riduce il consumo di carburante e la compattazione del suolo. Riducendo il numero di volte in cui occorre passare sopra il campo vengono ridotti i costi in termini di carburante e di lavoro. La maggior parte degli anni dopo il 1997 l'aratura conservativa è stata utilizzata più spesso dell'aratura intensiva negli Stati Uniti.[27]
D'altra parte l'aratura conservativa rallenta il riscaldamento del suolo a causa della ridotta esposizione al sole primaverile della terra nera e quindi ritarda la piantagione del mais primaverile.
Esistono diverse tecniche di aratura conservativa:
- Nessuna aratura - Nessuno strumento viene utilizzato. L'obiettivo è una copertura del terreno del 100%.
- Aratura a strisce - Sottili strisce vengono arate dove i semi verranno piantati, lasciando il terreno in mezzo non arato.
- Aratura con pacciamatura - l'intera superficie viene disturbata
- Aratura a rotazione - arare il suolo ogni due anni o più raramente (ogni due anni, ogni tre...)
- Aratura a cresta - il suolo è lasciato indisturbato eccetto per alcune strisce. I semi vengono piantati sulle creste
- Aratura a zona - un'aratura profonda ma solo in certe zone

## Epoca di esecuzione

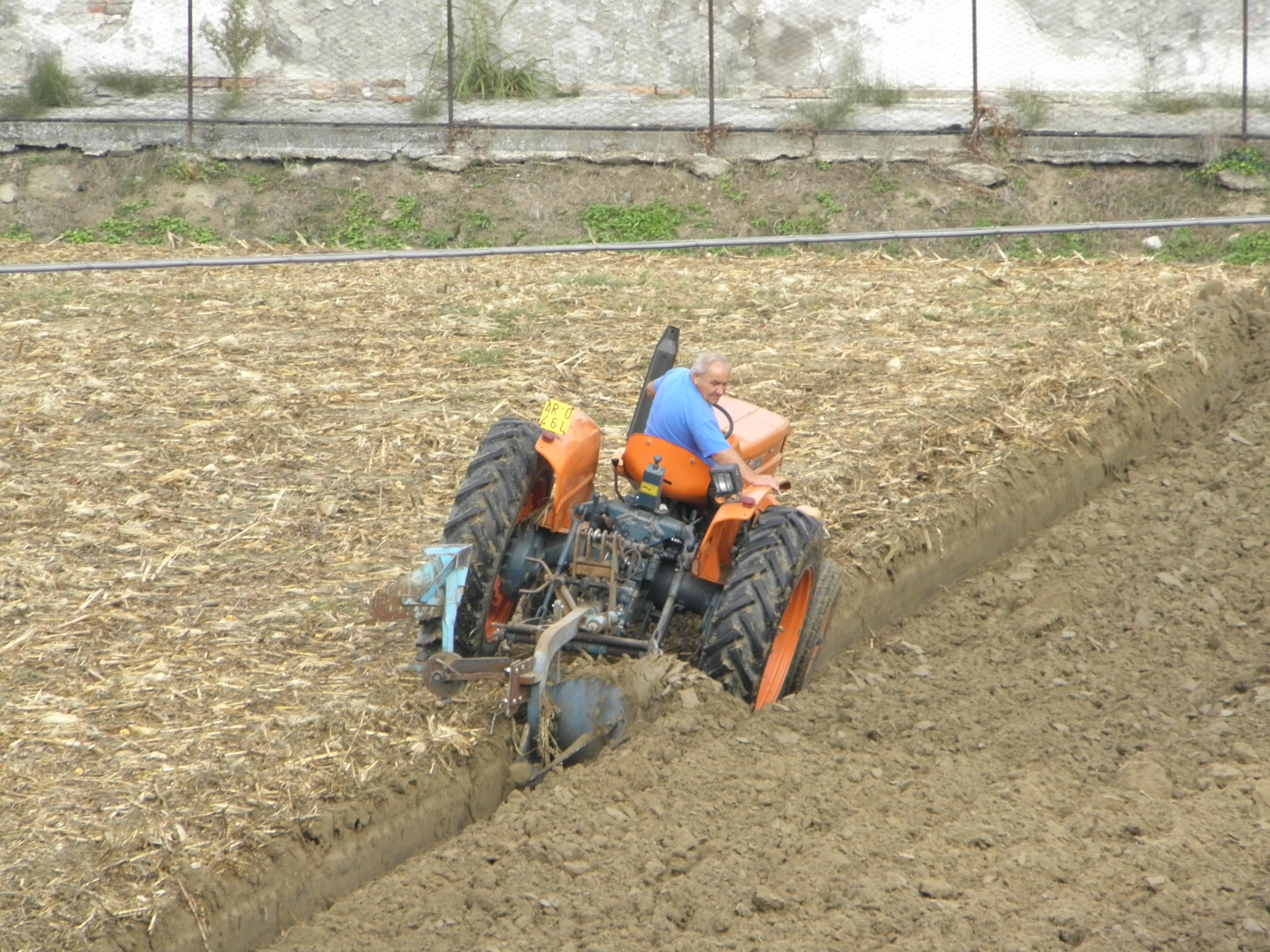
Aratura autunnale sotto l'argine sinistro del Po a Guarda Veneta, provincia di Rovigo).

L'epoca di esecuzione dipende dal concorso di fattori tecnici, ambientali e organizzativi e può variare sensibilmente sia secondo le consuetudini sia nell'ambito di una stessa azienda agraria. Le condizioni pedoclimatiche del territorio italiano vincolano spesso le scelte per il fatto che in Italia vi è un'elevata frequenza dei terreni a tessitura fine o finissima, per i quali è importante eseguire le lavorazioni nello stato più opportuno. In base all'epoca di esecuzione le arature sono classificate in 4 categorie. Gli aspetti citati fanno riferimento alle condizioni climatiche dell'Italia.
L'aratura autunnale si esegue dopo le prime piogge autunnali, quando le condizioni di umidità del terreno sono tali da ottenere una buona qualità del lavoro. Nei mesi successivi il terreno assorbe l'acqua delle piogge invernali e primaverili e si trova esposto alle basse temperature. Per questi motivi l'aratura autunnale è il momento ottimale per l'interramento di ammendanti organici, per il contenimento dei processi ossidativi che portano alla mineralizzazione della sostanza organica, per invasare riserve d'acqua utili per l'aridocoltura. Il principale inconveniente dell'aratura autunnale consiste nella difficoltà di trovare il terreno in condizioni di umidità tali da permettere le lavorazioni in caso di autunni particolarmente piovosi, arrivando a compromettere la semina di una coltura autunno-primaverile.
L'aratura invernale. Si esegue in genere prima di una coltura a ciclo primaverile-estivo quando le condizioni ambientali o organizzative non hanno permesso l'aratura autunnale. La concentrazione invernale delle piogge nell'Italia meridionale potrebbe rendere impossibile, in certe annate, l'esecuzione di questo intervento compromettendo l'accumulo di riserve idriche. In generale l'aratura invernale ha le stesse prerogative di quella autunnale, anche se i benefici che ne derivano sono più blandi.
L'aratura primaverile. Si esegue prima della semina di una coltura a ciclo primaverile-estivo quando le condizioni pedoclimatiche o organizzative non hanno permesso la lavorazione in autunno o in inverno. Questa lavorazione è incompatibile con l'aridocoltura in quanto difficilmente le piogge che faranno seguito potranno costituire adeguate riserve idriche. L'elevato grado di macroporosità, la minore umidità del terreno e le alte temperature che si hanno durante il giorno, favoriscono i processi di mineralizzazione della sostanza organica, perciò l'epoca primaverile è poco adatta per mantenere un buon tenore di sostanza organica.
L'aratura estiva. Si esegue in genere nell'Italia meridionale sui terreni argillosi con l'obiettivo di preparare il letto di semina per una coltura autunno-primaverile (barbabietola, cereali, erbai autunno-primaverili, eccetera). Questa pratica è apparentemente poco razionale dal punto di vista tecnico per alcuni inconvenienti: le alte temperature estive provocano una mineralizzazione spinta della sostanza organica; il terreno si trova inoltre allo stato coesivo, pertanto sono richieste elevate forze di trazione e ripetuti passaggi per le lavorazioni complementari, con conseguente maggior consumo di carburante. Il motivo principale per cui si esegue la lavorazione in questo periodo risiede in un atteggiamento precauzionale in quanto eventuali abbondanti piogge all'inizio dell'autunno potrebbero rendere impraticabili i terreni argillosi per lunghi periodi compromettendo la semina autunnale.

## Aspetti negativi

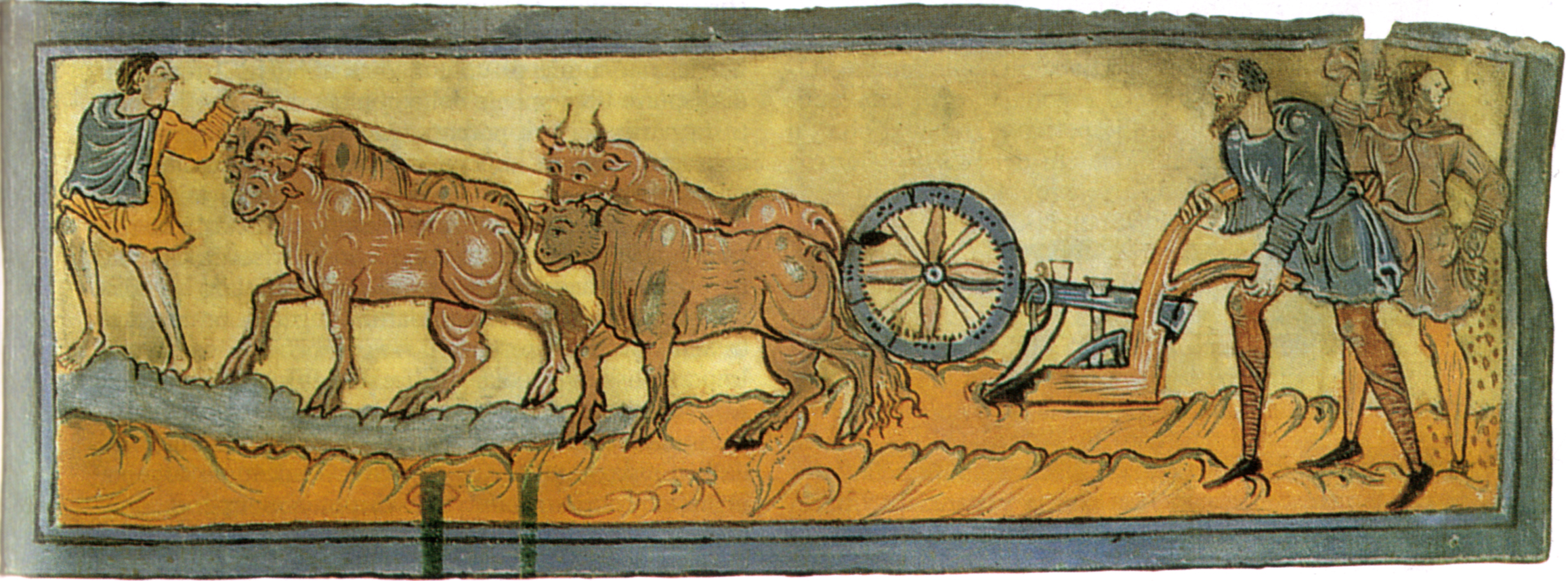
Calendario (l'aratura), 1000 circa, miniatura, Cotton ms. Tiberius B. V., f. 3r., Londra, British Library

Nonostante sia una pratica largamente diffusa, all'aratura si fanno diverse critiche fondate su uno o più aspetti negativi. Fra le principali considerazioni che depongono a sfavore di questa tecnica si ricordano le seguenti:
- Eccessiva zollosità dei terreni arati. L'aratura lascia il terreno con una notevole macrozollosità in superficie, pertanto è quasi sempre necessario eseguire dei lavori complementari di preparazione del letto di semina. Il problema si accentua nei terreni argillosi arati allo stato coesivo, con formazione di zolle grandi e di difficile disgregazione. La necessità di eseguire i lavori complementari allunga i tempi richiesti per la semina, rendendo problematici alcuni avvicendamenti colturali, comporta maggiori costi, peggiora la struttura del terreno a causa dei ripetuti passaggi.
- Formazione del crostone di lavorazione. Il vomere e il tallone dell'aratro esercitano una compressione del terreno in corrispondenza della suola di lavorazione. Eseguendo l'aratura sempre alla stessa profondità si provoca la formazione di uno strato compatto, detto crostone che ostacola il drenaggio dell'acqua in eccesso e l'approfondimento delle radici. All'inconveniente si ovvia variando ogni anno la profondità di aratura oppure ricorrendo all'aratro ripuntatore, provvisto di un organo discissore dietro il versoio, che effettua un taglio della suola di aratura.
- Interramento localizzato di concimi e ammendanti. Secondo le condizioni in cui si opera, il materiale interrato tende a localizzarsi sul fondo del solco senza distribuirsi omogeneamente lungo il profilo. D'altra parte si deve specificare che le lavorazioni alternative che possono effettuare meglio il rimescolamento, come la fresatura, non permettono di raggiungere profondità elevate.
- Degradamento della fertilità fisica del terreno. Il calpestio del terreno da parte delle macchine e l'ossidazione della sostanza organica, sono fattori di degradazione della struttura del terreno, specie in ambienti a clima caldo-arido. L'apparente miglioramento della struttura causato dall'aratura è solo temporaneo e nel tempo la fertilità fisica dei terreni lavorati è inferiore a quella dei terreni non lavorati.
- Inversione degli strati: il rivoltamento delle fette provoca un'alterazione del profilo del terreno, aspetto negativo quando gli strati profondi hanno caratteristiche indesiderate.
- Maggiori costi.[25] A parità di profondità, l'aratura richiede forze di trazione più elevate rispetto ad altre lavorazioni alternative (per esempio la ripuntatura). Oltre al maggior consumo di carburante richiesto direttamente dall'aratura, questa lavorazione comporta un sovradimensionamento del parco macchine nelle piccole e medie aziende. L'aratura richiede infatti l'impiego di trattori le cui caratteristiche meccaniche (potenza, rapporto massa/potenza, tipologie di trasmissione e organi di propulsione) sono incompatibili con la maggior parte dei lavori aziendali, eseguibili con trattrici di piccola o media potenza, a due ruote motrici, i cui costi fissi e di esercizio sono più bassi. Di conseguenza l'aratura è causa di diseconomie di scala nelle piccole aziende.
- Sicurezza sul lavoro.[26] La resistenza opposta dal terreno riduce la stabilità longitudinale a causa della tendenza dei trattori leggeri a impennarsi al momento dello spunto. Questo rischio si può presentare anche in caso di aratura in salita su modeste pendenze. Analoghe considerazioni vanno fatte, come detto in precedenza, per la stabilità trasversale.